# Olympia 73 (album de Gilbert Bécaud)
Albums de Gilbert Bécaud
Bécaulogie - intégrale Bécaud 1953 à 1972 Hier et Aujourd'hui
(1974)
Olympia 73 (30 cm - Pathé Marconi / EMI 2 C 064-12694) enregistré les 24 et 25 octobre 1973 sort en 1973 sous la direction musicale de Christian Gaubert et non plus de Raymond Bernard[pas clair], est le huitième album de Gilbert Bécaud à l'Olympia.

## Face A
1. Top (intrumental) (Christian Gaubert) [1 min 30 s]
2. L'Addition s'il vous plaît, ouais m'sieur (Maurice Vidalin/Gilbert Bécaud) [3 min 30 s]
3. Mon père à moi (Louis Amade/Gilbert Bécaud) [3 min 10 s]
4. L'Indien (Maurice Vidalin/Gilbert Bécaud) [7 min 20 s]
5. Tango (Maurice Vidalin/Gilbert Bécaud) [2 min 30 s]
6. Une petite fille entre 9 et 10 ans (Pierre Delanoë/Gilbert Bécaud) [4 min 50 s]

## Face B
1. Moi quand je serai guéri (Pierre Delanoë/Gilbert Bécaud) [6 min 50 s]
2. Dimanche à Orly (Pierre Delanoë/Gilbert Bécaud) [3 min 50 s]
3. Les Cocotiers (Maurice Vidalin/Gilbert Bécaud) [3 min 30 s]
4. Barbarella revient (Pierre Delanoë/Gilbert Bécaud) [5 min 00 s]
5. Un peu d'amour et d'amitié (Louis Amade/Gilbert Bécaud) [4 min 50 s]